# Evippa caucasica
Evippa caucasica là một loài nhện trong họ Lycosidae.
Loài này thuộc chi Evippa. Evippa caucasica được Yuri M. Marusik, Guseinov & Koponen miêu tả năm 2003.